# Lijst van burgemeesters van Mesch
Dit is een lijst van burgemeesters van de voormalige Nederlandse gemeente Mesch tot die gemeente in 1943 opging in de gemeente Eijsden.
| Ambtsperiode | Naam burgemeester    | Partij of stroming | Bijzonderheden            |
| ------------ | -------------------- | ------------------ | ------------------------- |
| 1811 - 1819  | C.C.F.M.G. de Geloes |                    | maire/burgemeester/schout |
| 1819 - 1826  | Th. van Hoven        |                    | schout/burgemeester       |
| 1825 - 1831  | A. Onclin            |                    |                           |
| 1831 - 1832  | W. Straet            |                    |                           |
| 1832 - 1836  | P. Kruijdt           |                    |                           |
| 1836         | M.H. Straet          |                    |                           |
| 1836         | M. Debeij            |                    |                           |
| 1837 - 1842  | J. Huijnen           |                    |                           |
| 1843 - 1844  | M.H. Straet          |                    |                           |
| 1844 - 1858  | Gillis (G.) Huijnen  |                    |                           |
| 1858 - 1877  | P. Theunissen        |                    |                           |
| 1877 - 1886  | P.J. Theunissen      |                    | zoon van voorganger       |
| 1886 - 1913  | J.H. Ramaekers       |                    |                           |
| 1913 - 1919  | H.C.Th. Pinckaers    |                    |                           |
| 1919 - 1943  | J.H. Duijsens        |                    |                           |